# PAZ-3206
Der PAZ-3206 (russisch ПАЗ-3206) ist ein geländegängiger Minibus mit Allradantrieb aus der Produktion des russischen Herstellers Pawlowski Awtobusny Sawod. Das Fahrzeug basiert technisch wie optisch stark auf dem in Russland weit verbreiteten PAZ-3205 ohne Allradantrieb.

## Historie und Beschreibung

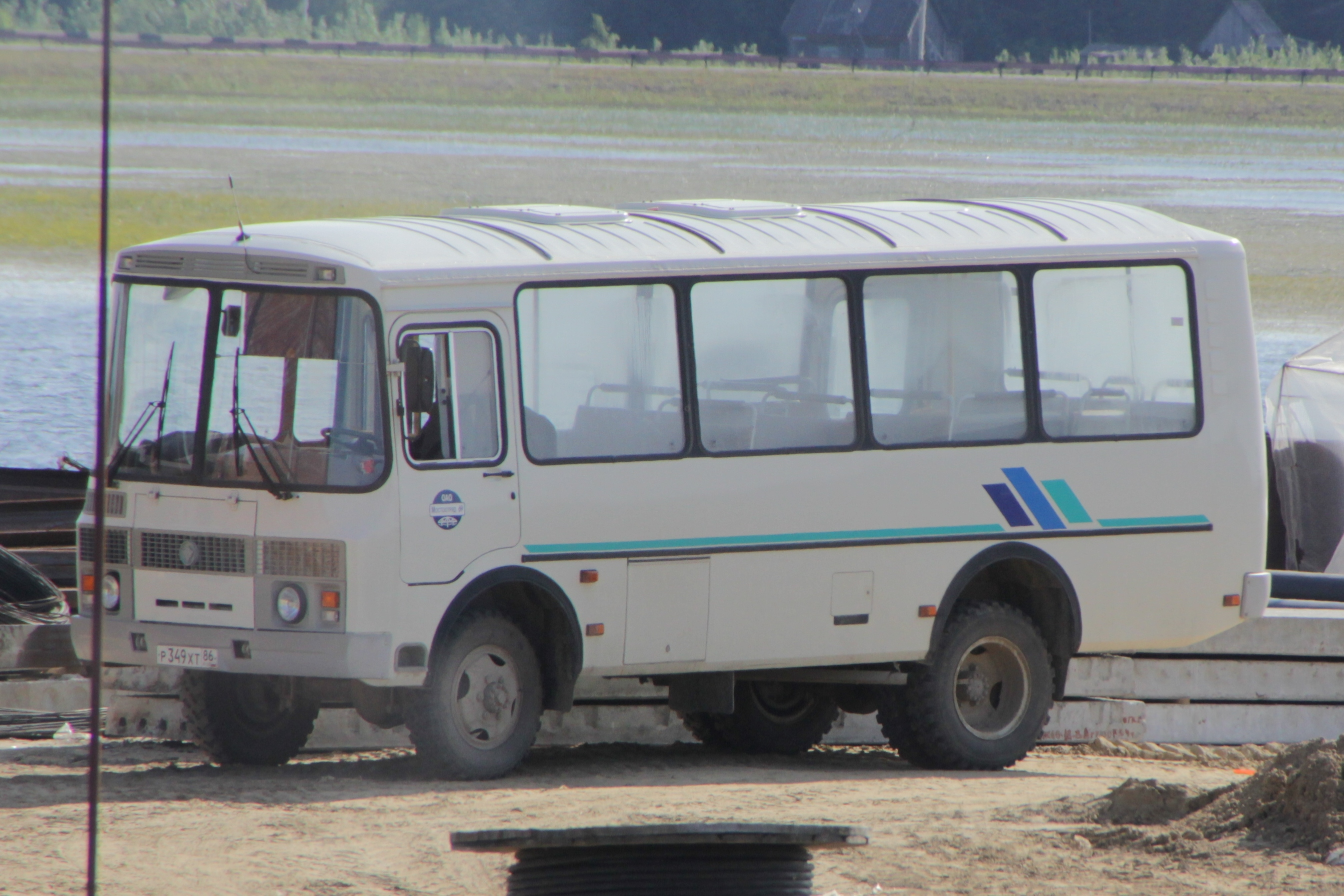
Ein PAZ-3206 Baujahr 2012 in Berjosowo, Westsibirien (2014)

Bereits 1988 stellte das PAZ-Werk drei Prototypen des Busses her, die den Vorgänger PAZ-3201, der ebenfalls Allradantrieb hatte, ersetzen sollten. Eine tatsächliche Serienfertigung begann jedoch erst 1995. Sie dauert seitdem an, wobei immer wieder kleinere Verbesserungen im Laufe der Produktionszeit vorgenommen wurden. Seit 2002 wird unter der Bezeichnung PAZ-32063 auch eine Ausführung als Schulbus angeboten, die den russischen Normen für solche Fahrzeuge entspricht.
Äußerlich unterscheidet sich der Bus kaum vom Standardmodell PAZ-3205 ohne Allradantrieb. Lediglich das Differential an der Vorderachse sowie eine leicht höhergelegte Karosserie lassen erkennen, dass es sich um einen PAZ-3206 handelt. Technisch sind insbesondere am Fahrwerk deutliche Unterschiede vorhanden. Das Fahrwerk wie auch das Getriebe entstammen der Fertigung des Gorkowski Awtomobilny Sawods. Außerdem hat der Bus ein zweistufiges Untersetzungsgetriebe und ein sperrbares Zentraldifferential zur Erhöhung der Geländegängigkeit. Für die Verwendung in nördlichen beziehungsweise sehr kalten Regionen wird eine Version mit Doppelverglasung und zusätzlich isoliertem Fahrgastraum angeboten.
Unklar ist, wie viele der Fahrzeuge seit 1995 tatsächlich produziert wurden. Belegt sind etwa 600 Exemplare, eine sehr geringe Menge im Vergleich zum PAZ-3205, von dem alleine bis 2006 150.000 Stück vom Band liefen.

## Technische Daten
- Motor: V8-Ottomotor
- Motortyp: ZMZ-52342.10
- Hubraum: 4,67 l
- maximales Drehmoment: 288 Nm
- Leistung: 90 kW (122 PS)
- Abgasnorm: EURO-4
- Getriebe: 4-Gang-Schaltgetriebe (aus dem Lastwagen GAZ-3307)
- Untersetzung: Zweistufiges Untersetzungsgetriebe (baugleich mit dem des Lastwagens GAZ-3308)
- sperrbares Zentraldifferential
- Türen: eine Falttür für die Passagiere, eine separate Fahrertür und ein Notausgang im hinteren Bereich des Fahrzeugs
- Sitzplätze: 25+1
- Antriebsformel: (4×4)
- Bremssystem: Zweikreis-Druckluftbremse mit ABS
- Tankinhalt: 105 l

Abmessungen und Gewichte
- Länge: 7000 mm
- Breite: 2530 mm
- Höhe: 3105 mm
- Stehhöhe in der Kabine: 1965 mm
- Radstand: 3600 mm
- Leergewicht: 5165 kg
- Zuladung: 1935 kg
- Zulässiges Gesamtgewicht: 7110 kg
- Achslast vorne: 3065 kg
- Achslast hinten: 3945 kg
- Reifengröße: 8,25R20"